# 新利奥波德城
新利奥波德城（Újlipótváros）是匈牙利布达佩斯布达佩斯第十三区的一个中产阶级社区，位于多瑙河以东，第五区利奥波德城以北，两者之间以大环路为界。新利奥波德城被视为市中心的一部分。靠近多瑙河的区域宽敞宜人，最为昂贵。

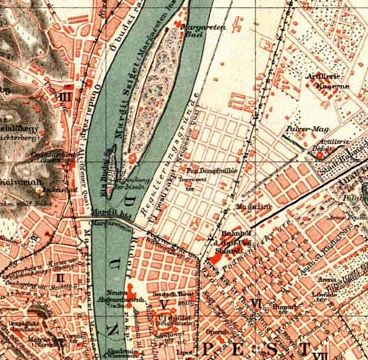
1888年地图

该区原为工业区，1920年代末重建为住宅区。新利奥波德城的几乎所有建筑均建于1927-1944年之间，因此它与主要建于19世纪末的内城其他部分颇为不同。该区的建筑风格以“包豪斯”著称。